# Anne Fyfe Pringle

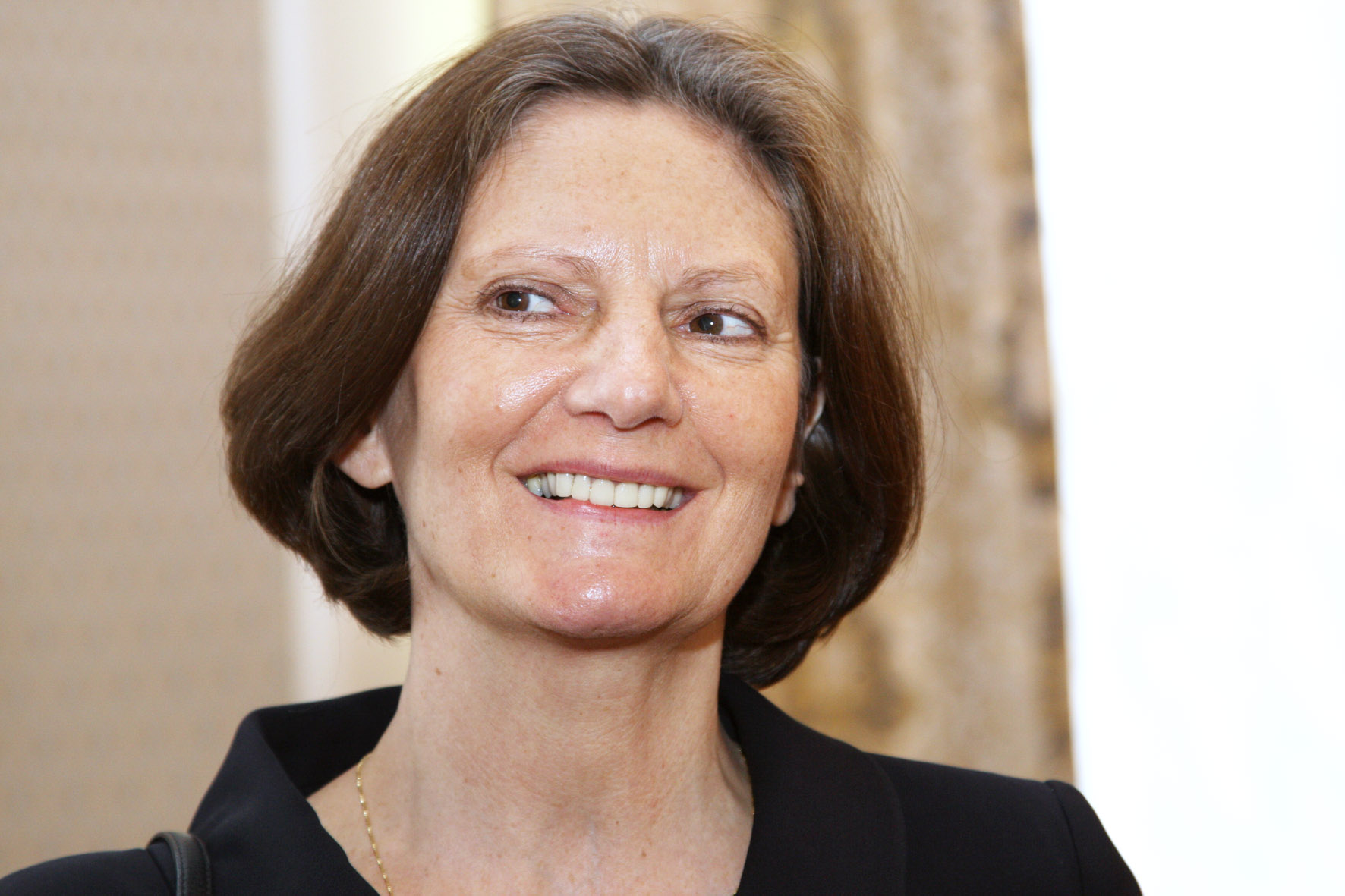
Anne Fyfe Pringle

Dame Anne Fyfe Pringle, DCMG (* 13. Januar 1955) ist eine britische Diplomatin.

## Leben
Anne Fyfe Pringle trat 1977 in den auswärtigen Dienst. Sie wurde von 1980 bis 1982 in Moskau beschäftigt, anschließend von 1983 bis 1885 in San Francisco. 1986 wurde sie in Brüssel bei der UKREP zur Botschaftssekretärin zweiter Klasse befördert, 1987 wurde sie im Foreign and Commonwealth Office zur Botschaftssekretärin erster Klasse befördert und heiratete Bleddyn Phillips.
Als Botschaftssekretärin erster Klasse wurde sie 1991 zum Generalsekretariat des Rates der Europäischen Union abgeordnet. Ab 1994 wurde sie zur Botschaftsrätin befördert. 2001 befasste sie sich in Vollzeit mit Sprachtraining. Von November 2001 bis 2004 war sie Botschafterin in Prag.
Am 12. Juni 2004 wurde sie Companion und am 31. Dezember 2009 Dame Commander des Order of St. Michael and St. George.
Von 16. Januar 2009 bis 2011 war sie stationiert als Botschafterin in Moskau in der Botschaft des Vereinigten Königreichs.